# Aboubacar Thomas Sylla
Pour les articles homonymes, voir Sylla.
 (mai 2020).
Aboubacar Thomas Sylla, né le 28 septembre 1992, est un lutteur guinéen spécialisé dans le combat libre,.

## Parcours sportif
Il a représenté la Guinée aux Championnats d'Afrique Hammamet 2019, terminant à la onzième place du tournoi de 86 kilogrammes.
Aux Jeux mondiaux militaires de Wuhan 2019, il a terminé neuvième dans les 86 kilogrammes.